# Desejosa
Desejosa es una freguesia portuguesa del concelho de Tabuaço, con 7,70 km² de superficie y 189 habitantes (2001). Su densidad de población es de 24,5 hab/km².